# Forte de Massangano
O Forte de Nossa Senhora da Vitória de Massangano, popularmente conhecido como Forte de Massangano ou Fortaleza de Massangano, localiza-se na vila-comuna de Massangano, no município de Cambambe, na província de Cuanza-Norte, em Angola.

## História
Neste local travou-se, em 1580, a Batalha de Massangano, na qual as forças portuguesas derrotaram as do rei Quiluange do reino do Dongo.
Posteriormente, em 1582, as forças portuguesas, sob o comando do Capitão Paulo Dias de Novais, foram repelidos pelos Dongo, quando tentavam penetrar na região, em busca das lendárias minas de prata.
Esta fortificação foi erguida pelo próprio Novais (ou por Manuel Cerveira Pereira, segundo outros autores), às margens do rio Cuanza, em 1583, com a função de defesa do presídio (estabelecimento de colonização militar) que assegurava a ocupação portuguesa na região, alargando-a. Além de marcar a presença militar portuguesa, esse estabelecimento garantia a integridade das redes comerciais, incluindo a de tráfico de escravos para o continente americano.
Posteriormente, em 1640, as forças da rainha Ana de Sousa Ginga atacaram o Forte de Massangano, ocasião em que as suas duas irmãs, Cambu e Fungi, foram aprisionadas, sendo esta última executada. Diante da ocupação de Luanda pelas forças da Companhia Neerlandesa das Índias Ocidentais, em Agosto de 1641, foi a Massangano que as forças portuguesas se recolheram e onde resistiram até à reconquista, por Salvador Correia de Sá e Benevides, em Agosto de 1648.
Em Massangano também esteve detido o implicado na Inconfidência Mineira José Álvares Maciel, na década de 1790, ali sendo solto para lutar pela própria sobrevivência.
Até meados do século XIX o presídio e a sua guarnição foram governados por um capitão-mor.
Alguns edifícios e as ruínas de Massangano foram classificados como Monumento Nacional pelo Decreto Provincial n° 81, de 28 de Abril de 1923. Actualmente encontram-se em poder do Estado, afectos ao Ministério da Cultura.

## Características
O forte apresenta planta quadrada, sem baluartes nos vértices. Em seus muros rasgam-se dez canhoneiras. É acedido por um túnel abobadado a partir do portão de armas, pelo lado voltado para terra. Em seu terrapleno erguem-se as edificações de serviço: Casa do Comando e Quartel de Tropa.